# Gompholobium viscidulum
Gompholobium viscidulum är en ärtväxtart som beskrevs av Meissner. Gompholobium viscidulum ingår i släktet Gompholobium och familjen ärtväxter. IUCN kategoriserar arten globalt som livskraftig. Inga underarter finns listade i Catalogue of Life.